# Bombardamenti di Torino
Per la sua importanza come centro industriale, sede della FIAT e di numerosi altri stabilimenti attivi nella produzione bellica (tra cui le Officine RIV, la Lancia, la Snia Viscosa), Torino subì oltre cento bombardamenti aerei da parte degli Alleati anglo-americani nel corso della seconda guerra mondiale; il capoluogo piemontese risultò tra le città più bombardate dell’Italia settentrionale, con danni a circa il 40 % del tessuto urbano ed oltre duemila vittime tra la popolazione civile.

## Bombardamenti più rilevanti

### 1940
- 11-12 giugno: primo bombardamento su Torino, nonché (insieme al contemporaneo attacco su Genova) prima incursione aerea subita da una città italiana nella seconda guerra mondiale. Nove bombardieri britannici attaccarono gli stabilimenti Fiat Mirafiori. Le bombe caddero sul centro abitato, causando alcuni danni e 17 morti[1].
- 13-14 agosto: 12 bombardieri britannici con obiettivo Fiat Mirafiori (13 e 14). 18 morti e 83 feriti tra i civili[2].
- 26-27 agosto: 11 bombardieri britannici con obiettivo gli stabilimenti FIAT. Le bombe caddero sull’abitato danneggiando il sanatorio San Luigi[3].
- 5-6 settembre: velivoli del Bomber Command della RAF attaccarono gli stabilimenti Fiat Lingotto, colpendo sia l’obiettivo che il centro abitato[4].
- 8-9 novembre: velivoli del Bomber Command attaccarono Fiat Mirafiori. Le bombe caddero sul centro abitato, causando un morto e 6 feriti tra i civili[5]
- 23-24 e 26 novembre: attacco aereo su Mirafiori: le bombe caddero nuovamente sulla città[6]; il 26 novembre un morto tra i civili[7].
- 4-5 dicembre: velivoli del Bomber Command bombardarono la città causando un morto e 8 feriti tra i civili[8].

### 1941
- 11-13 gennaio: incursione del Bomber Command, obiettivo FIAT. Colpita la città con quattro morti e sei feriti tra i civili[9][10].
- 10 settembre: incursione del Bomber Command. 76 bombardieri partiti dalle basi in Regno Unito attaccarono in parte Torino e in parte Genova. A Torino le bombe, 75 tonnellate, caddero sull’abitato, causando due morti tra i civili[11].

### 1942
- 22-24 ottobre: aerei dispersi del Bomber Command, appartenenti a formazione diretta contro Genova, sganciarono bombe e spezzoni su Torino[12][13]; 2 morti e 10 feriti tra la popolazione civile[14].
- 18-19 novembre: 71 velivoli sganciarono 121 tonnellate su arsenale, stabilimenti Fiat e vaste zone dell’abitato. Danneggiate le industrie Fiat, Westinghouse, la fonderia Nebiolo e la Chiesa di Gesù Adolescente. 42 morti e 72 feriti tra i civili[15].
- 20-21 novembre: 198 bombardieri sganciarono 211 tonnellate sulla Fiat e sulla città, compresi 120 000 spezzoni incendiari. Colpiti gli stabilimenti FIAT, la SNIA, la centrale elettrica AEM, l’ospedale Martini, i teatri Maffei e Chiarella e la sinagoga. 177 morti, 120 feriti tra i civili, e inizio dello sfollamento di massa[16][17]: si trattava della più pesante incursione aerea subita da una città italiana dall’inizio della guerra[18].
- 28-29 novembre: 194 bombardieri sganciarono 371 tonnellate sulla FIAT e sulla città, provocando 67 morti e 83 feriti tra i civili. Furono colpiti, oltre alla Fiat, l’arsenale, gli ospedali San Giovanni e Mauriziano e la stazione ferroviaria di Porta Susa. Per la prima volta in Italia furono impiegate le bombe blockbuster da ottomila libbre (3628 kg)[17][19].
- 29-30 novembre: 18 aerei sganciarono 28 tonnellate di bombe sulla Fiat e sull’abitato, provocando 16 morti e 15 feriti tra i civili. Colpite la Fiat, la STIPEL, l’ospedale San Giovanni e l’ospedale psichiatrico[20].
- 8-9 dicembre: 118 bombardieri sganciarono 265 tonnellate (123 di bombe dirompenti e 162 di bombe incendiarie) su tutta la città, colpendo tra l’altro gli stabilimenti Fiat, il palazzo del municipio, il teatro Vittorio Alfieri, le sedi del Politecnico e dell’università, gli ospedali Martini e Molinette. Il fumo degli incendi raggiunse i 2,5 km d'altezza; 212 morti e 111 feriti tra i civili[12][21][22].  Inoltre nel bombardamento dell'8 dicembre fu rasa al suolo la chiesa della Madonna di Campagna. La chiesa parrocchiale di Madonna di Campagna, costruita nel secolo XVII, sede di un convento di frati cappuccini, fu colpita e distrutta durante il bombardamento dell’8 dicembre 1942 effettuato da aerei della RAF con bombe di grosso e grossissimo calibro. Il bombardamento citato causò 64 vittime nel quartiere Madonna di Campagna, molte delle quali si erano rifugiate nello scantinato della chiesa.
- 9-10 dicembre: 196 velivoli sganciarono 393 tonnellate, con 73 morti e 99 ferite tra i civili. Furono colpite la Fiat, l’università, la sede della questura e l'ospedale oftalmico. L’incursione fu giudicata dai britannici poco efficace perché il fumo generato dagli incendi scatenati dall’attacco del giorno precedente impediva ai bombardieri di mirare con accuratezza[23][24].
- 11-12 dicembre: fu un sostanziale fallimento perché la maggior parte degli 82 bombardieri decollati dall’Inghilterra non raggiunse l’obiettivo a causa del maltempo (metà di essi non riuscì a superare le Alpi) e si liberò del carico sulla Val d'Aosta. Solo 28 bombardieri raggiunsero Torino, sganciandovi 55 tonnellate di bombe; nessuna vittima e pochi danni[25]. A seguito di tale ciclo di incursioni furono sfollati 250 000 degli allora 700 000 abitanti del capoluogo piemontese; 2 000 furono le abitazioni colpite insieme ai principali edifici industriali, quattro ospedali e palazzi storici. Danneggiate gravemente anche le reti idriche, elettriche e del gas, nonché pesantemente impattato il settore dei trasporti pubblici[12][26].

### 1943
- 3-4 febbraio: 156 velivoli del Bomber Command sganciano sulla città 354 tonnellate di bombe, causando 29 vittime e 53 feriti. Sono colpiti gli stabilimenti FIAT e Lancia, l’Università e il centro storico di Torino[27].
- 12-13 luglio: 264 bombardieri della RAF sganciano 763 tonnellate di bombe (478 tonnellate di bombe esplosive, tra cui otto blockbusters da ottomila libbre e 203 da quattromila e 285 tonnellate di bombe incendiarie). Tutta la città subisce gravi danni, e tra gli altri sono colpiti i quartieri Centro, Vanchiglia e Regio Parco, gli stabilimenti FIAT, gli ospedali Gradenigo, San Giovanni e Mauriziano, la Piccola casa della Divina Provvidenza, l’Università, Palazzo Chiablese, il cimitero monumentale, la Chiesa di Sant'Alfonso Maria De' Liguori. Anche la Mole Antonelliana viene colpita da una bomba, che scatena un incendio nella galleria degli archi parabolici, che può tuttavia essere domato prima di raggiungere dimensioni preoccupanti. Una bomba colpì la Chiesa di Santa Pelagia senza esplodere. I Vigili del Fuoco sono chiamati a compiere oltre 1100 interventi, ma la distruzione della rete idrica lascia gli idranti senz’acqua, costringendo ad attingere l’acqua per spegnere gli incendi dalle cisterne pubbliche e private, dalle piscine e persino dalle fogne. L’erogazione di acqua e gas sarà interrotta per settimane, la rete tranviaria è messa fuori uso. I morti tra la popolazione civile sono 792, i feriti 914 (diversi dei quali successivamente deceduti, portando il bilancio finale delle vittime a 816); prima del bombardamento di Roma del 19 luglio successivo si trattò del più pesante attacco aereo sull'Italia per tonnellaggio sganciato che per vittime[28][29][30][31][32][33].
- 7-8 agosto: 74 aerei sganciano 191 tonnellate di bombe, con 20 morti e 79 feriti tra la popolazione. Colpite la FIAT, le officine ferroviarie, le stazioni di Porta Susa e Porta Nuova  e il teatro Balbo.[34].
- 12-13 agosto: 142 aerei sganciano 240 tonnellate di bombe colpendo la FIAT, il palazzo Carignano, l’ospedale Molinette e il Teatro della Moda. Le vittime civili sono relativamente poche – 18 morti e 63 feriti – rispetto all’entità dei danni materiali, a causa dello sfollamento della maggior parte della popolazione: ormai oltre 465 000 torinesi, più dei due terzi della popolazione, hanno lasciato la città.[26][35].
- 16-17 agosto: 133 velivoli sganciano 208 tonnellate di bombe colpendo gli stabilimenti FIAT e Microtecnica, l’ospedale Molinette, lo stadio Mussolini, i quartieri Crocetta, San Paolo e Mirafiori Nord (inclusa, tra le varie cascine, la Giajone). Colpita di nuovo la Mole, che non subisce danni gravi. In una città ormai semideserta, le bombe causano soltanto cinque vittime e 56 feriti tra i civili[32][36].

- 8 novembre: prima incursione da parte delle forze aeree statunitensi sulla Torino nel territorio della neonata repubblica sociale italiana. Dopo i bombardamenti a tappeto pre-armistizio si torna a quello di precisione contro obiettivi industriali (in questo caso, le officine RIV) e ferroviari; tuttavia, la scarsa precisione delle tecniche di bombardamento usate fa sì che gran parte delle 168 tonnellate di bombe sganciate dagli 81 bombardieri statunitensi Boeing B-17 Flying Fortress colpisca, oltre agli obiettivi, anche la città, provocando 202 vittime e 346 feriti tra la popolazione civile, frattanto gradualmente rientrata dopo la fine dei bombardamenti dell’estate.[37]
- 24 novembre: incursione della RAF sulle officine RIV. 6 dei 76 bombardieri decollati raggiungono Torino ma l'obiettivo è mancato. Le bombe sono sganciate sulla città senza vittime[38]. Danneggiata la chiesa di San Giovanni Bosco.
- 1º dicembre: 118 bombardieri B-17 della 15ª USAAF sganciano 316 tonnellate di bombe con obiettivo le officine RIV, lo scalo ferroviario e la FIAT. Gli obiettivi vengono colpiti, ma molte bombe cadono anche sull’abitato, causando 101 vittime e 74 feriti tra la popolazione civile.[39]

### 1944
- 3 gennaio: 60 B-17 della 15ª USAAF sganciano 156 tonnellate di bombe sulla RIV, la FIAT e lo scalo ferroviario. 16 morti e 42 feriti civili[40]
- 29 marzo: 60 B-17 della 15ª USAAF bombardano la FIAT Lingotto e lo scalo ferroviario; colpita anche la città, con dieci morti e 16 feriti civili[41]
- 25 aprile: inizio dell'ultimo anno di guerra, 150 B-24 Liberator della 15ª USAAF colpiscono FIAT Aeronautica, FIAT Ferriere e FIAT Fonderie ma anche l’abitato, con 37 morti e 42 feriti tra i civili.[42]
- 4 giugno: 100 tra B-17 e B-24 della 15ª USAAF colpiscono FIAT Lingotto e scalo ferroviario. Colpita anche gran parte della città (specialmente i quartieri Lingotto, Crocetta e San Paolo); 54 morti e 95 feriti tra i civili.[43]
- 22 giugno: 100 tra B-17 e B-24 della 15ª USAAF colpiscono FIAT Mirafiori. 2 morti e 2 feriti tra i civili.[44]
- 24 luglio: 60 tra B-17 e B-24 colpiscono gli stabilimenti FIAT. Colpita anche la città, 122 morti e 118 feriti tra i civili[45]

### 1945
- 5 aprile, ultimo bombardamento sulla città, da parte di 30 B-24 e B-17 della 15ª USAAF, con obiettivo lo scalo ferroviario. Colpita anche la città, con 70 morti e 128 feriti tra i civili.[46]

## Bilancio

### Danni alla popolazione
Le perdite tra la popolazione civile, secondo i dati del comune di Torino del 1946, ammontarono a 2 069 morti e 2 695 feriti, in leggera discrepanza con le cifre fornite dalla Croce Rossa, secondo la quale i morti furono 2 199 e i feriti 2 624 feriti

### Danni agli edifici
Su 217 562 abitazioni esistenti al 1940:
- 15 925 furono completamente distrutte (7,32% del totale)
- 66 169 furono danneggiate gravemente e rese inabitabili[53] (30,41% del totale)[54][55].

Nel quartiere Lingotto, tra i più colpiti in quanto insediamento industriale FIAT, il 70% delle abitazioni fu distrutto; nel centro cittadino, nell’area compresa tra i corsi Vittorio Emanuele II e Regina Margherita e piazza Statuto, le distruzioni interessarono il 58% delle abitazioni. I vani messi fuori uso furono 160 000.

### Commercio e arte
10 424 attività commerciali su 29 016 (36%) subirono danni; 1 018 attività industriali furono colpite, delle quali 223 furono completamente distrutte, 315 parzialmente distrutte e 480 sinistrate. Tutti i principali stabilimenti industriali (FIAT, Lancia, SNIA Viscosa, Michelin, RIV) subirono gravi danni.
Riportarono conseguenze anche eminenti edifici d'arte e cultura: furono colpiti i palazzi di piazza San Carlo, Martini Cigala, Valletta, Solaro del Borgo, Balbo Bertone, d’Agliano, Chiablese, Thaon di Revel, del Seminario, dell'Università, della Prefettura, la villa della Regina, la casa Broglia, il Santuario della Consolata.
Subirono danni, benché non gravi, anche Palazzo Reale, Palazzo Madama, Palazzo Carignano, la basilica di Superga e la Chiesa della Natività di Maria Vergine.